# Martika’s Kitchen
Martika’s Kitchen – drugi album studyjny amerykańskiej piosenkarki Martiki, wydany w 1991 roku. Cztery utwory zostały napisane bądź współpisane i wyprodukowane przez Prince'a. Muzycznie, album oddalił się od stylistyki teen popu, z którą wcześniej była kojarzona piosenkarka, zawiera elementy muzyki funk, gospel, jazzu, R&B oraz tradycyjnej muzyki kubańskiej. Płyta okazała się być porażką komercyjną w Stanach Zjednoczonych, nie zajmując miejsca w pierwszej setce najlepiej sprzedających się płyt. Na innych rynkach muzycznych przyjęcie albumu było lepsze, czemu towarzyszyła trasa koncertowa po całym świecie. Najbardziej znanym singlem z płyty jest Love... Thy Will Be Done, który zajął pierwsze miejsce w Australii oraz dotarł do pierwszej dziesiątki w Wielkiej Brytanii i w Stanach Zjednoczonych.

Martika kontynuowała na albumie poruszanie wątków społecznych, zapoczątkowane w jej twórczości przez piosenkę Toy Soldiers. Tekst „Broken Heart” dotyczy narkotyków, „Pride and Prejudice” opisuje rasizm i homofobię. Utwór „Mi Tierra” jest o niemożliwości odwiedzenia Kuby, kraju pochodzenia wokalistki. Martika miała w porównaniu z poprzednim albumem większy wpływ na kształt piosenek. Jest współautorką 10 z 12 piosenek zamieszczonych na płycie.

## Lista utworów
1. „Martika’s Kitchen” (Prince) – 5:09
2. „Spirit” (Frankie Blue, Martika, Prince, Levi Seacer Jr.) – 4:38
3. „Love... Thy Will Be Done” (Martika, Prince) – 5:02
4. „A Magical Place” (Christopher Max) – 4:41
5. „Coloured Kisses” (Blue, Les Pierce, Martika) – 4:37
6. „Safe in the Arms of Love” (Michael Cruz, Martika, Michael Jay) – 5:09
7. „Pride and Prejudice” (Cruz, Martika) – 5:12
8. „Take Me to Forever” (Martika, Jay) – 4:35
9. „Temptation” (Blue, Pierce, Martika) – 4:46
10. „Don't Say U Love Me” (Martika, Prince) – 4:24
11. „Broken Heart” (Blue, Pierce, Martika) – 4:33
12. „Mi Tierra” (duet z Celią Cruz) (Blue, Pierce, Martika) – 4:38

Pozostałe piosenki nagrane na album
1. „El Amor Llegará” („Love... Thy Will Be Done”) – 5:01

- Wydane w Argentynie wraz z „Mi Tierra” jako podwójna strona A singla.

1. „Beautiful Fabulous"
2. „Rub U Down"
3. „The Do"

## Single
1. 1991 „Love... Thy Will Be Done” #10 US, #9 UK, #1 AUS, #18 LP3
2. 1991 „Martika's Kitchen” #92 US, #17 UK, #29 AUS
3. 1992 „Coloured Kisses” #41 UK, #39 AUS
4. 1993 „Safe in the Arms of Love”
5. 1993 „Spirit”
6. 1993 „Mi Tierra/El Amor Llegará” (tylko w Argentynie)

## Remiksy
1. „Love... Thy Will Be Done” (7” edit)
2. „Love... Thy Will Be Done” (Prince mix) – 6:01
3. „Martika's Kitchen” (7" edit)
4. „Martika's Kitchen” (second version) – 5:20
5. „Martika's Kitchen” (remix 1; alternate 7" video version)
6. „Martika's Kitchen” (alternate dub version)
7. „Safe in the Arms of Love” (7" edit)
8. „Safe in the Arms of Love” (Edit version)
9. „Spirit” (House) mix)
10. „Spirit” (Hip hop mix)
11. „Coloured Kisses” (single version) – 4:07
12. „Coloured Kisses” (club mix) – 7:23
13. „Coloured Kisses” (Clivillés and Cole 7" edit)
14. „Coloured Kisses” (Clivillés and Cole remix)

## Listy przebojów
| Lista (1991)             | Pozycja | Liczba tygodni |
| ------------------------ | ------- | -------------- |
| Australian Albums Chart  | 9       | 9              |
| Canadian Albums Chart    | 81      | 6              |
| German Albums Chart      | 51      | 5              |
| New Zealand Albums Chart | 40      | 8              |
| UK Albums Chart          | 15      | 15             |
| U.S. Billboard 200       | 111     | 9              |